# Comarque de Narcea
La comarque de Narcea est l'une des huit comarques fonctionnelles ou aires de planification territoriale qui devraient voir le jour après l'accès au statut d'autonomie des Asturies. Elle comprend les consejos (communes) de :
- Ibias ;
- Degaña ;
- Cangas del Narcea ;
- Allande ;
- Tineo.

### Sources
- (ast) Cet article est partiellement ou en totalité issu de l’article de Wikipédia en asturien intitulé « Comarca del Narcea » (voir la liste des auteurs).